# Вооружённые силы Османской империи

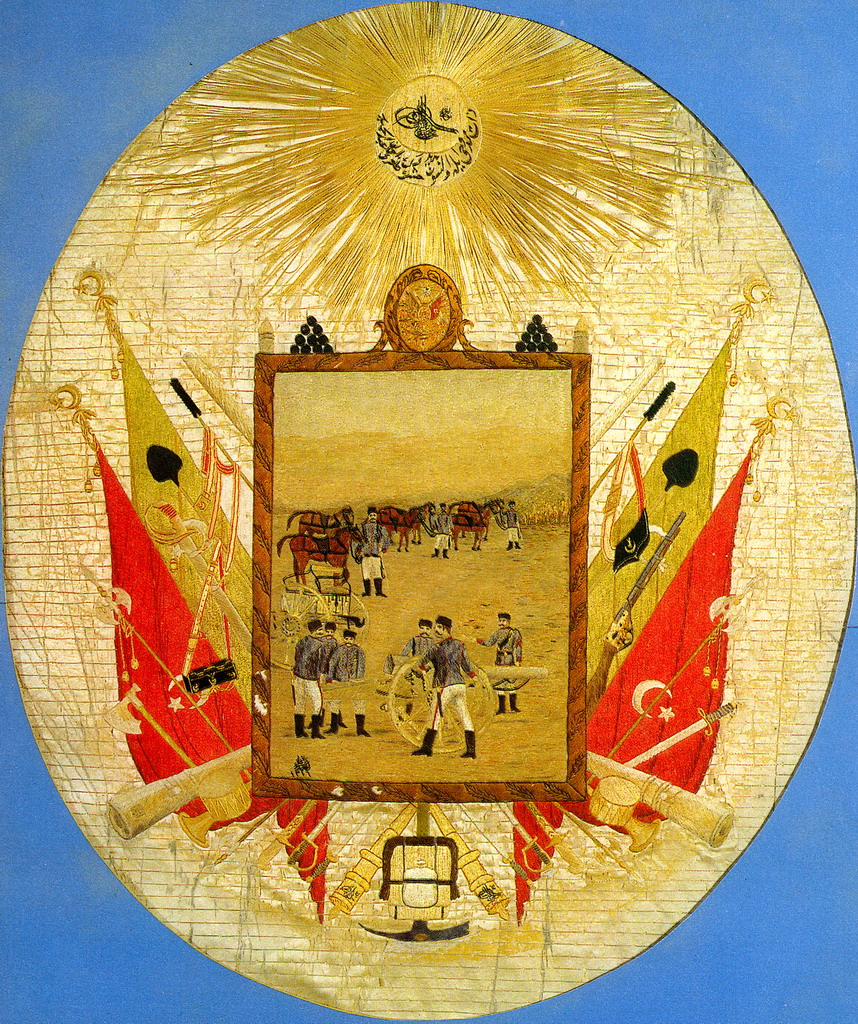
Изображение артиллерийских войск Османской империи на её гербе

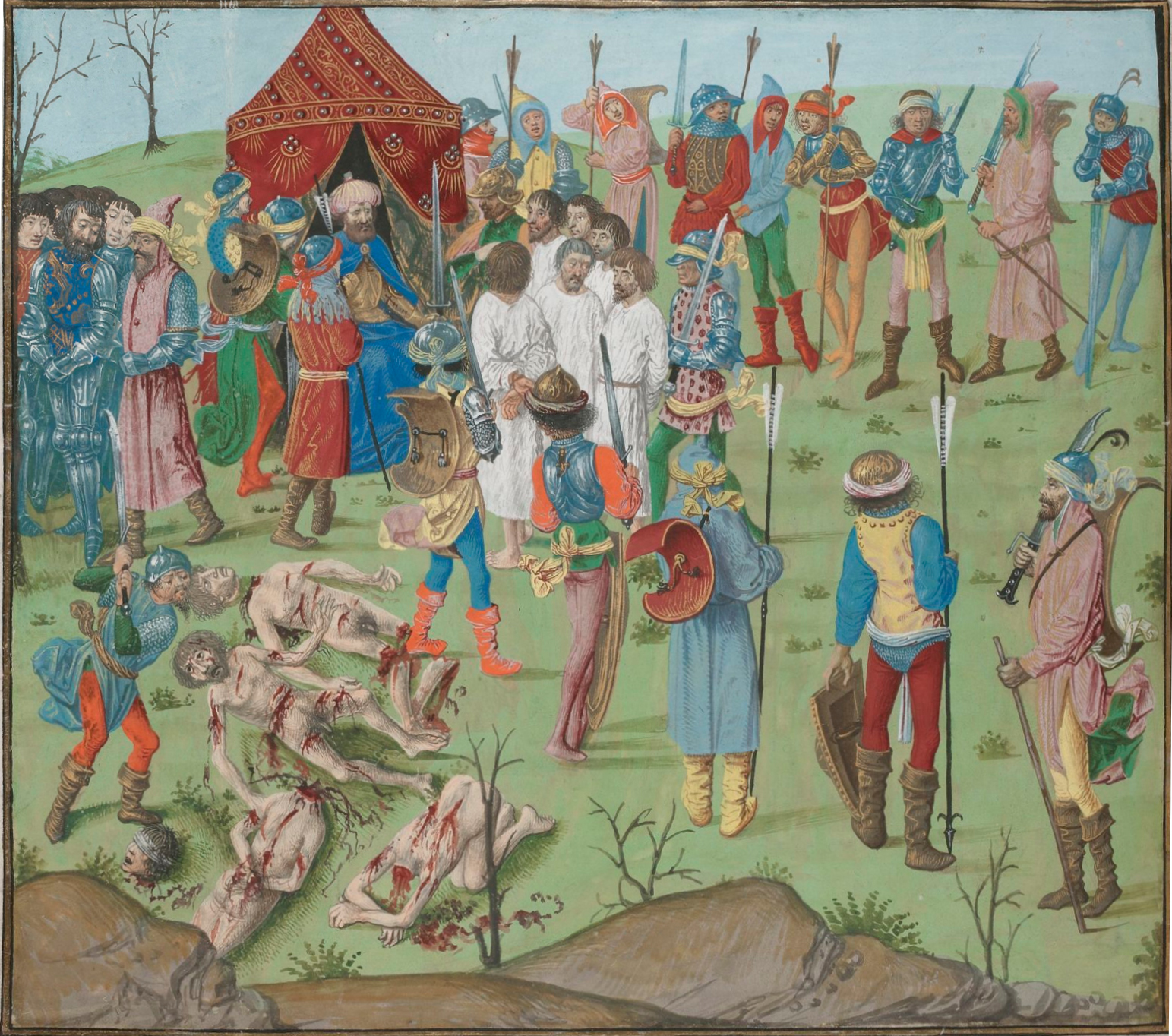
Казнь пленных крестоносцев османами после битвы при Никополе. Миниатюра рукописи «Хроник Фруассара» (1470)

Вооружённые силы Османской империи (тур. Osmanlı İmparatorluğu'nun silahlı kuvvetleri, осман. عثمانلی ایمپراطورلغنڭ قوّات سلاحی‎ [османлы императорлуунун куват-и силяхи] — вооружённые силы Османской империи, история которых рассматривается с момента образования империи османов, в начале XIV века, до образования Турецкой республики, в 1923 году.

## История

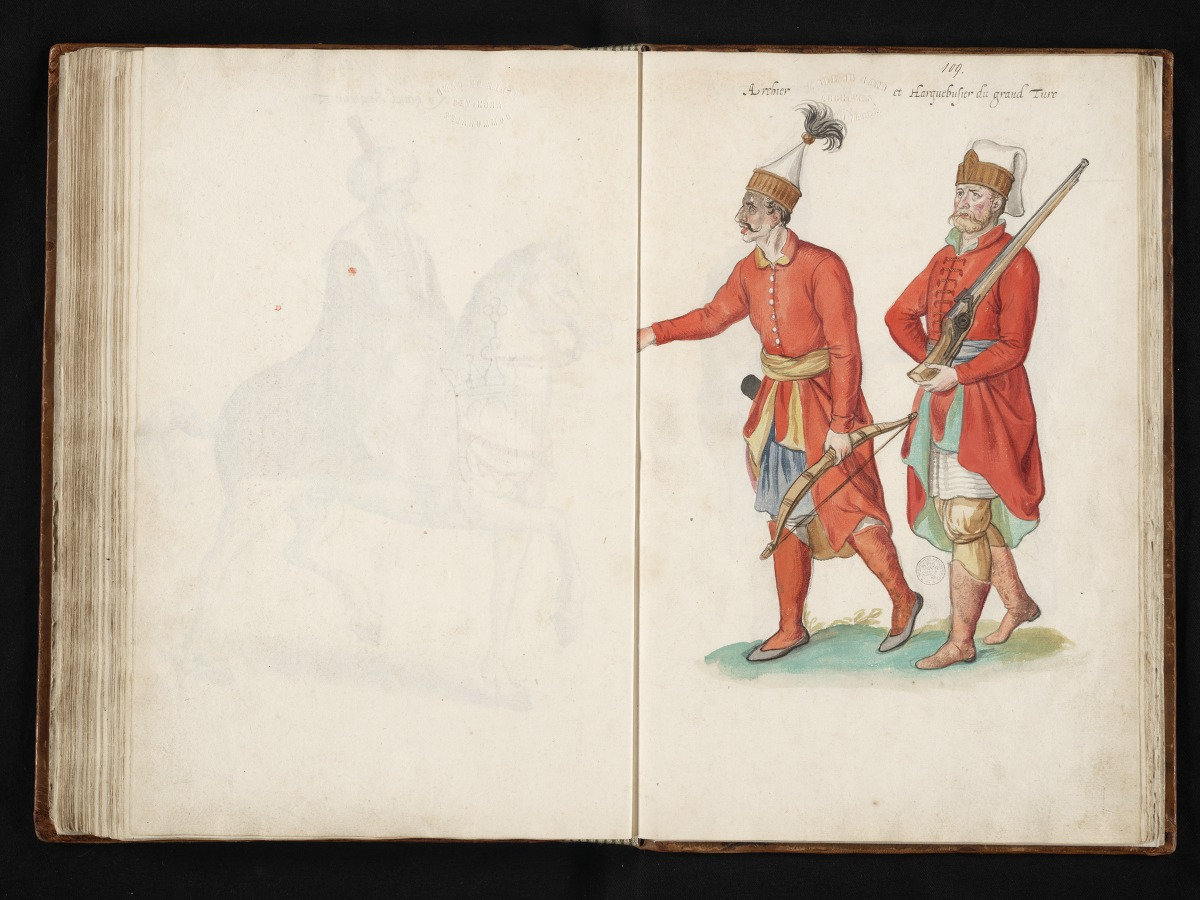
Османский лучник и янычар с мушкетом. Акварель из «Всемирного театра старинной и современной моды» Лукаса де Гира (1575)

Предшественником Османской империи был Сельджукский султанат. В XIII веке часть его войска составляли рабы-гулямы, которые были, как правило, захвачены в плен в приграничных владениях Византии или среди кочевников Северного Причерноморья. Другую часть составляли отряды икдишей (дети от смешанных браков христиан и мусульман) и отряды христианских наёмников. Основной же частью была тюркская конница. В 1209 году, в связи с началом монгольских завоеваний, большие массы тюрков устремились в Малую Азию. 
В 1243 году сельджукское войско было разгромлено при Кёсе-даге, а значительная часть султаната покорена монголами за три месяца. Позднее султаны стали вассалами ильханов улуса Хулагу. Династия сельджуков пресеклась в 1307 году. Осман I, поначалу правитель одного из бейликов, основал новую династию и его потомки в XIV веке совершили ряд крупных завоеваний, поглотив ряд бейликов, завоевав Фракию и Македонию, Сербию и Болгарию. Баязид I покорил земли в Западной Анатолии, Караман и Сивасский султанат, а в 1396 году одержал победу над армией европейских крестоносцев при Никополе. В 1402 году он был разгромлен Тимуром, который восстановил самостоятельность бейликов, но вскоре они вновь были подчинены османским султанам. При сыне Баязида Мехмеде I окончательно сформировалась система османских вооружённых сил.

## XIV—XIX века

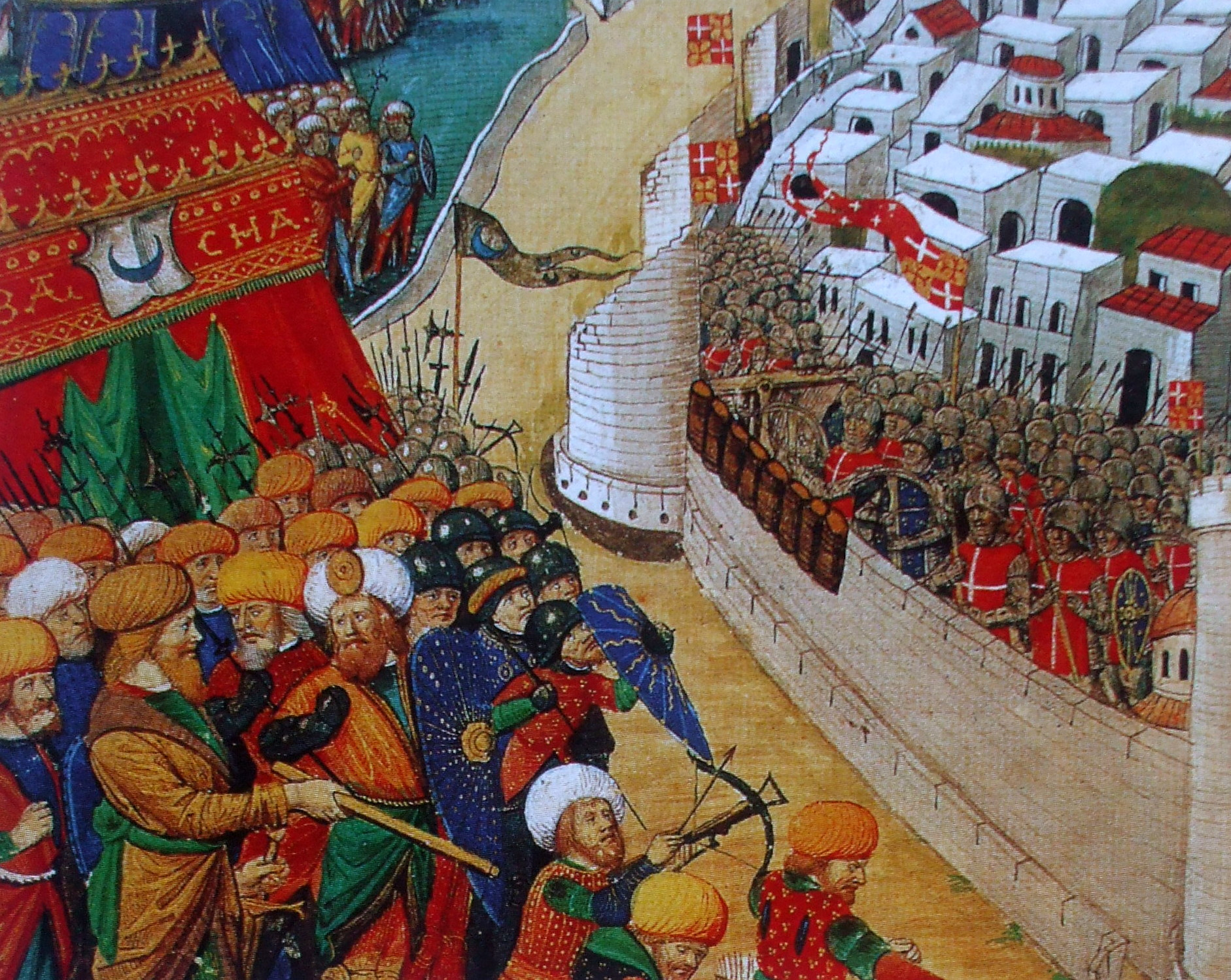
Осада турками Родоса (1480). Миниатюра рукописи кон. XV в.

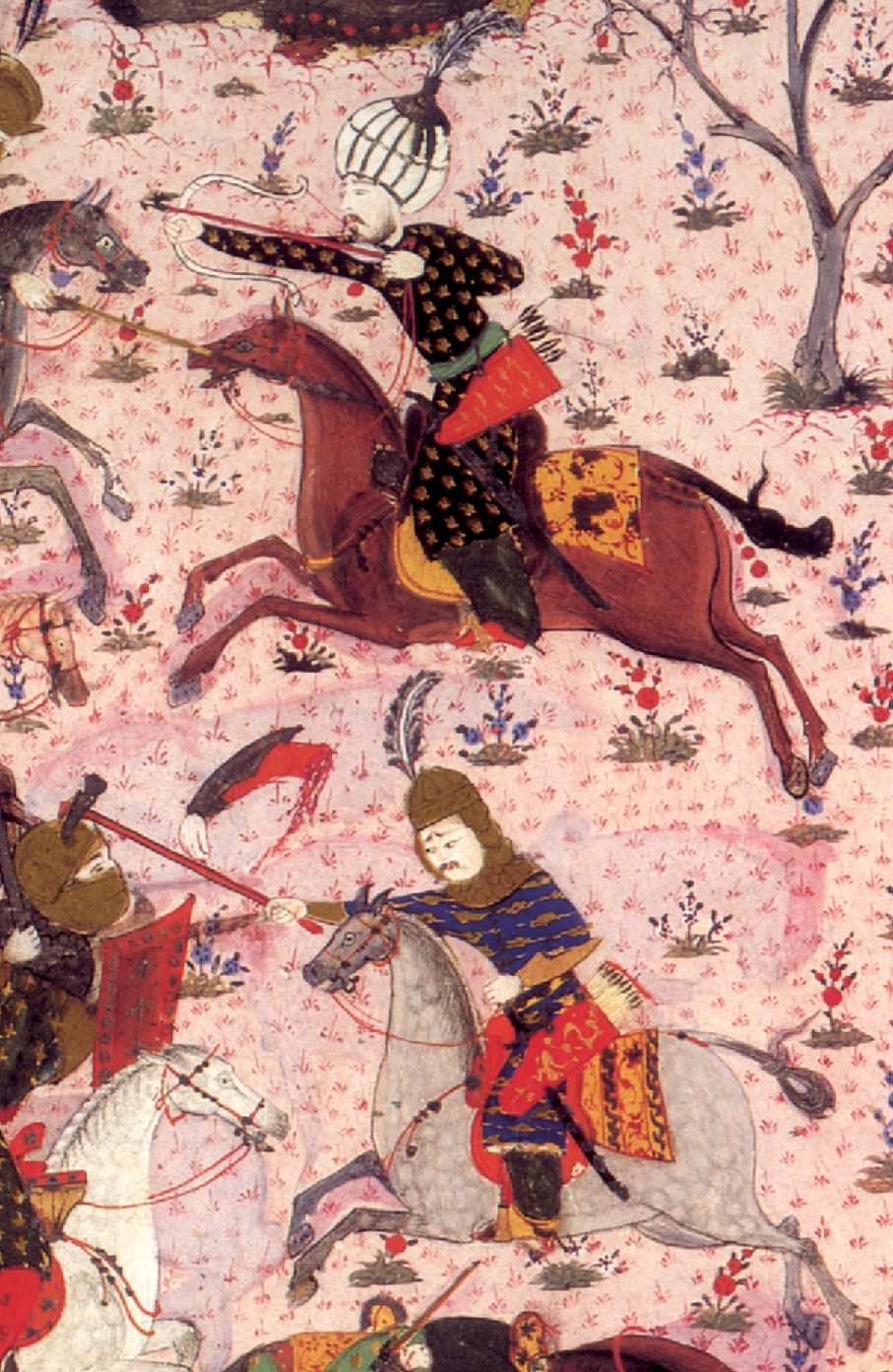
Конные воины акынджи в битве при Мохаче (1526). Турецкая миниатюра

Султан Мурад IV и янычары (1683)

В XIV веке сложилась определённая структура османского войска, которая сохранялась до первой трети XIX века.
При Орхане были сформированы отряды пехоты (яя или пиаде) и конницы (мюселлем), набиравшиеся из крестьян, которые в мирное время занимались земледелием и освобождались от налогов, а в военное — мобилизовались и во время походов получали жалование. К первой четверти XV века они стали играть вспомогательные функции. При нём же был основан отряд пехоты из 1000 рабов, обращённых в ислам, находившийся на государственном содержании — янычары (ени чери — новое войско). Важную роль поначалу играла лёгкая конница тюркского типа — акынджи, но позднее она отходит на второй план.
Сложившаяся в XIV веке структура делилась по способу комплектования на:
- Войско капикулы — основная масса вооружённых сил, которая содержалась государством. Включало пехоту, конницу, артиллерию и флот.
- Войско сераткулы — вспомогательное войско, содержавшееся на средства провинциальных властей, состояло из пехоты и конницы.
- Войско топраклы — конница, сформированная на основе военно-ленной системы.
- Конница платящих дань вассальных провинций.

### Войско капикулы

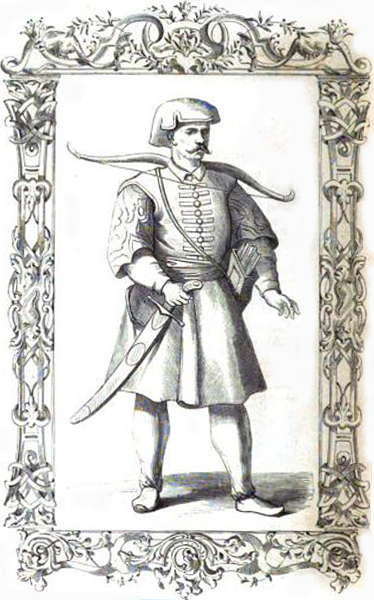
Азап. Гравюра Ч. Вечеллио из книги «Старинные и современные костюмы всего мира» (1590)

В него входили янычары, аджеми-огланы, топчу, джебеджи, сакка, улуфели-сипахи и чауши.
Аджеми-огланы («чужеземные мальчики») набирались из детей, преимущественно, на Балканах. Их привозили в Стамбул и обращали в ислам, после чего они проходили подготовку. Наиболее способные из них переводились для службы во дворце султана (ич-огланы), остальные через 5—10 лет зачислялись в янычарский корпус.
Янычары всё время жили в казармах, получали ежедневное жалование на еду и снаряжение, в свободное время занимались воинской подготовкой — стрельбой из лука, а с начала XVI века — из огнестрельного оружия. С середины XVI века янычары стали лично свободными, позднее им была разрешена женитьба, предварительная подготовка в корпусе аджеми-огланов перестала быть обязательной, а к началу XVII века они получили право прекращать службу. Всё это отрицательно сказалось на их боеспособности. Численность янычар поначалу составляла две — три тысячи, при Мехмеде II (1451—1481) возросла до 12 тысяч, при Сулеймане I (1520—1566) — 20 тысяч, в 1640 году — 35 тысяч, в 1680 — 54 222, во второй половине XVIII века — 113 400, а к концу XVIII века достигла 200 тысяч человек.
Топчу представляли собой корпус артиллеристов. Одна их часть занималась обслуживанием и стрельбой из орудий, другая — их производством. В 1574 году насчитывалось 1099 человек топчу.
Джебеджи, как и янычары, формировались из аджеми-огланов. В их задачи входило производство и ремонт огнестрельного и холодного оружия, снаряжения, а также охрана складов, транспортировка и охрана оружия во время походов. Их число было относительно невелико, в 1571 году их насчитывалось 625 человек.
Сакка снабжали войска водой. Они были распределены по всем ротам пехоты, воду возили на лошадях в кожаных мешках (бурдюках).
Улуфели или сипахи — конная гвардия султана. В военное время она охраняла султана, а в мирное — выполняла некоторые административные функции. В XVI веке она составлялась из числа ич-огланов. В 1640 году их насчитывалось 13 тысяч, в конце XVII — начале XVIII — 15 284 человека.
Чавуши — всадники, выполнявшие функции адъютантов высокопоставленных лиц, гонцов. Во время битв они следили за обстановкой на поле боя. Их кони были одеты в конские доспехи.

### Войско сераткулы

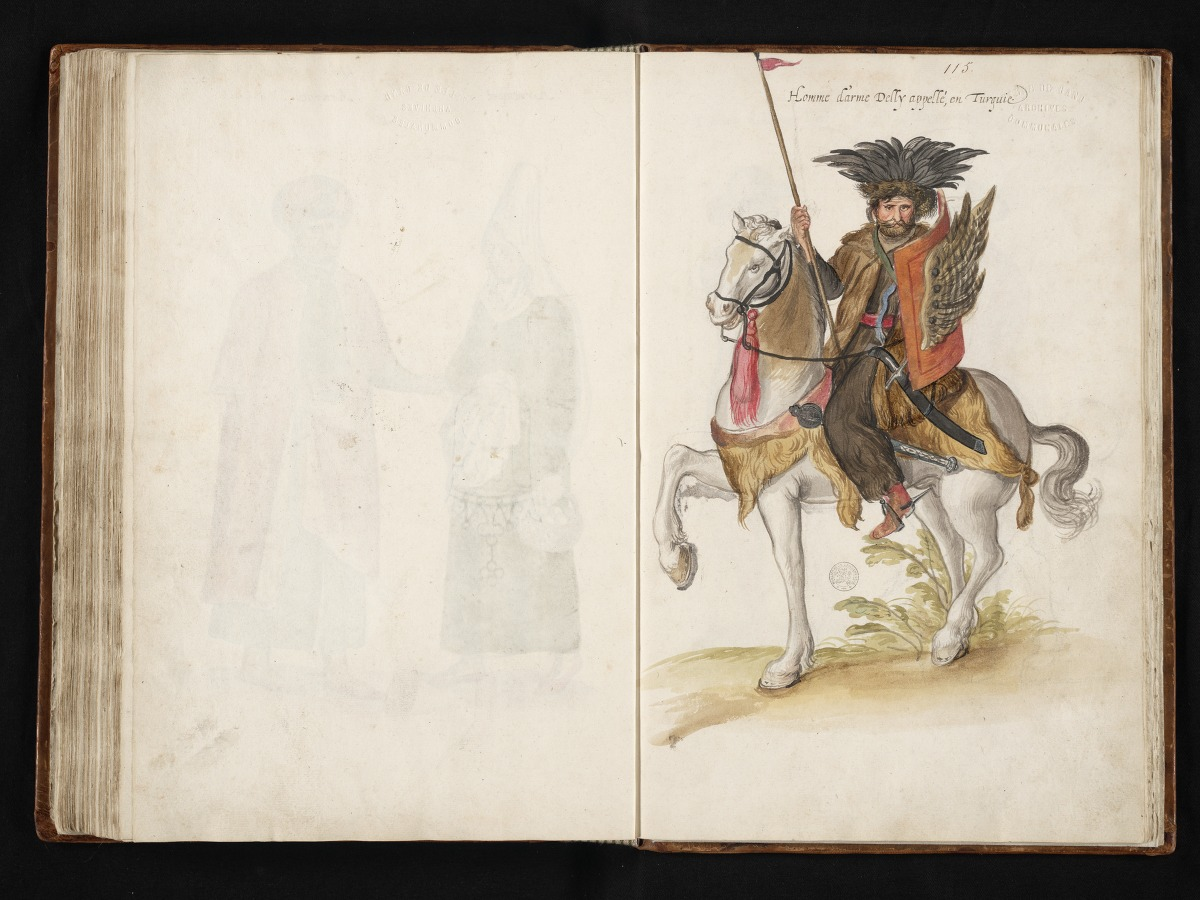
Всадник дели. Акварель из «Всемирного театра старинной и современной моды» Лукаса де Гира (1575)

Содержалось на средство провинциальных властей и подчинялось им. Это войско собиралось только на время необходимости, во время боевых действий выплачивалось жалование. В пехоту сераткулы входили азабы, исарелы, сеймены, лагумджи и мюселлемы. Кавалерию составляли джюнджюлы, беслы и делы (дели).
Азапы, или азебы представляли собой крестьянские ополчения. Это войско состояло из нескольких корпусов, каждый из которых составляли представители той или иной провинции. Они были довольно хорошо вооружены, в том числе, могли использовать ручное огнестрельное оружие.

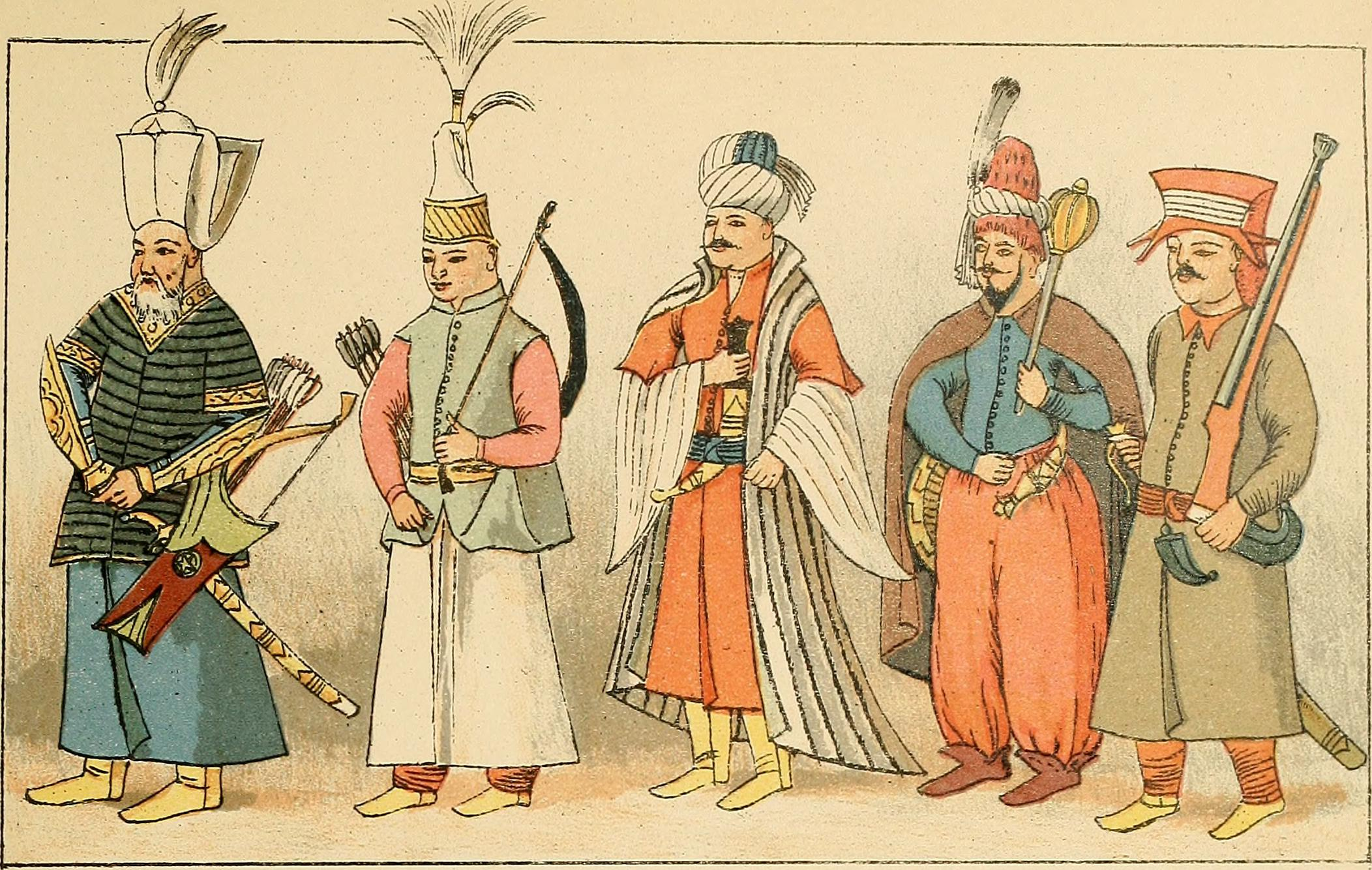
Османские воины 1600-1700 гг. Рис. Макса Тилке из «Истории костюма» Адольфа Розенберга. 1905 г.

Исарелы служили в приграничных городах и обслуживали пушки.
Сеймены формировались из крестьян в случае крайней необходимости. Каждым корпусом командовал паша данной провинции. За время службы получали жалование. Как правило, были плохо вооружены и необучены.

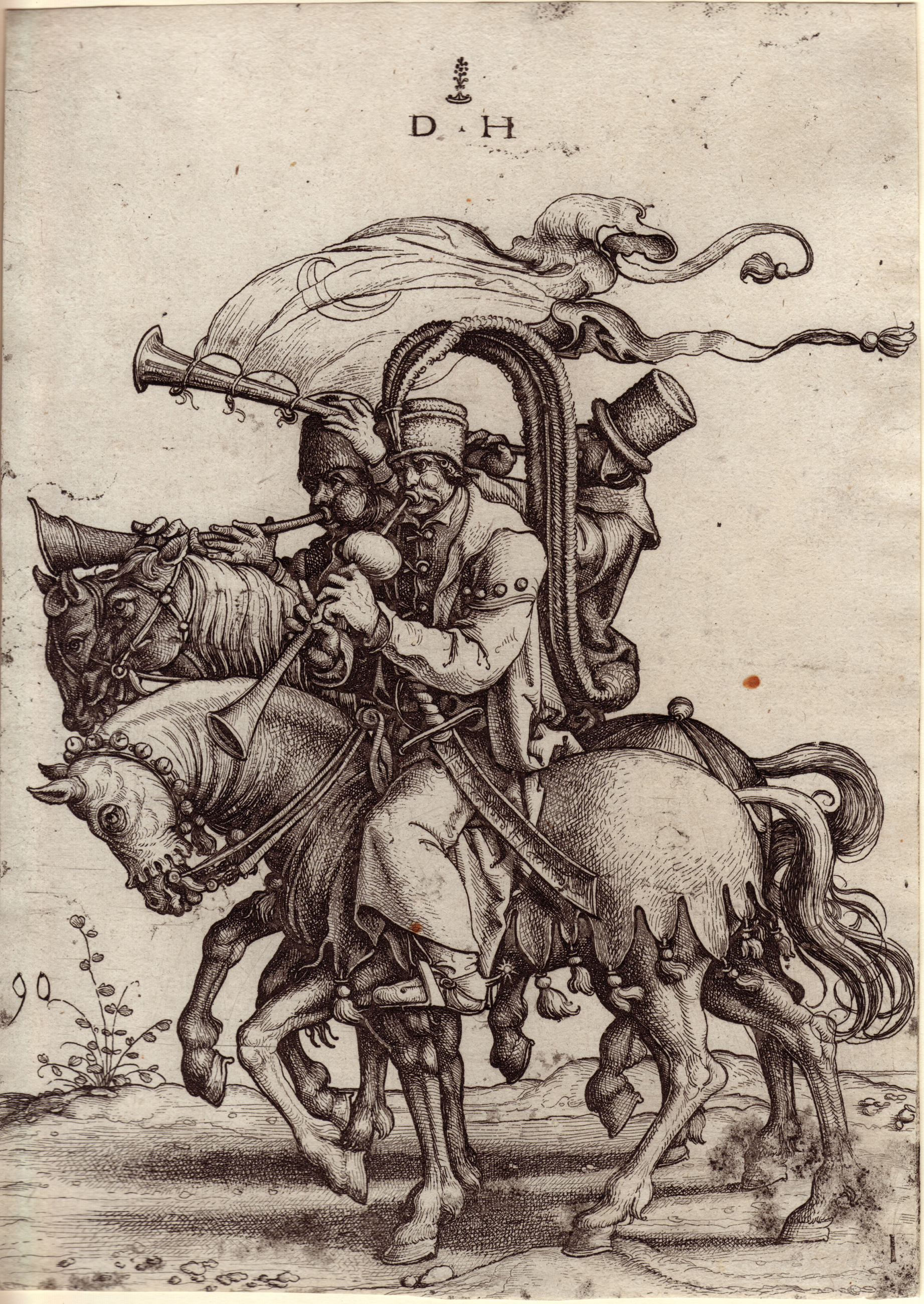
Конные турецкие герольд и гобоисты. Офорт Даниэля Хопфера. 1520-е гг.

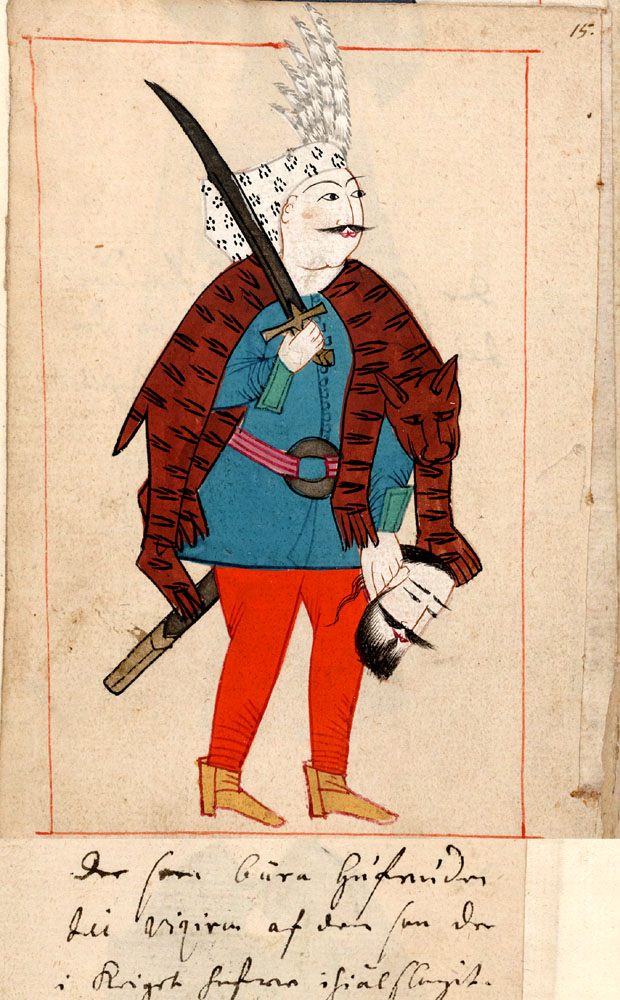
Воин с отрубленной головой врага. Миниатюра из «Книги костюмов» Клеса Роламба (1657)

Лагумджи формировались, главным образом, из христиан. Они производили подкопы при осаде городов.
Мюселлемы также формировались из христиан, в их задачи входили инженерно-дорожные работы и рытьё траншей.
Джюнджюлы — конница, которая формировалась из местного населения с целью охраны пограничных городов.
Беслы формировались из лучших всадников с целью совершения набегов на территорию противника.
Делы (дели) собирались на время войны из всех желающих.

### Войско топраклы

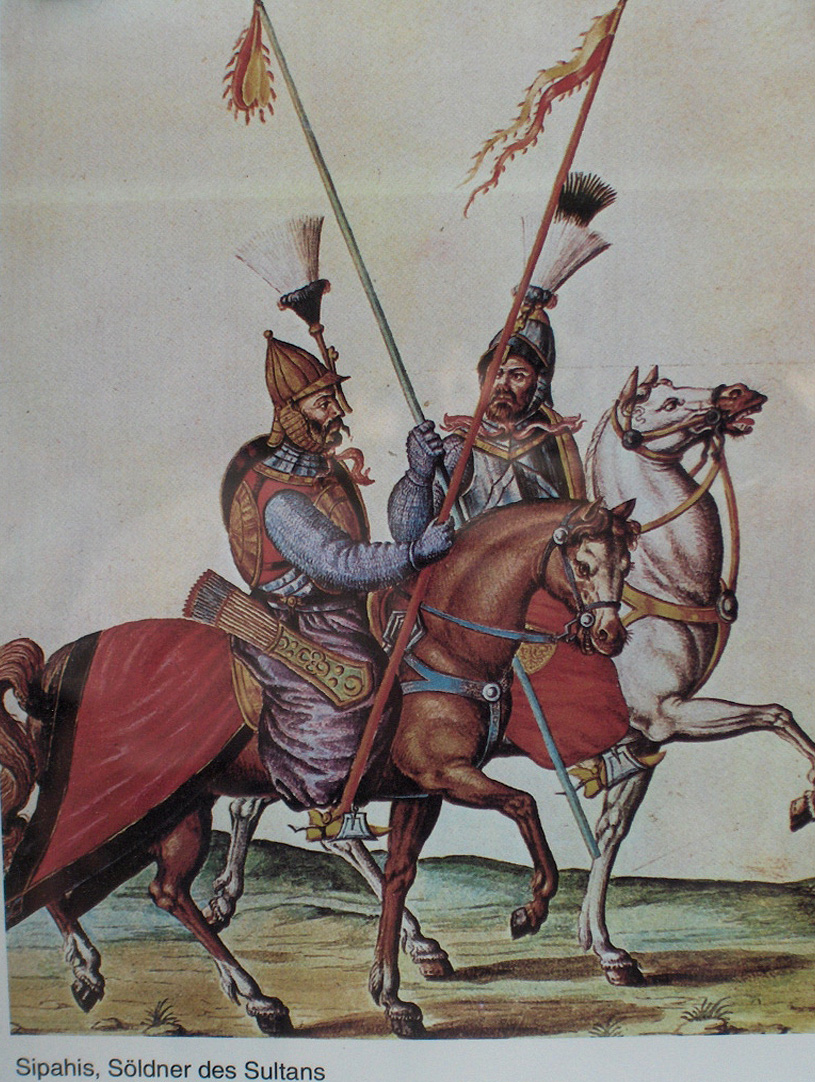
Сипахи в битве под Веной (1683)

Представляло собой феодальную конницу тимарлы (сипахи), сформированную на основе военно-ленной системы, сложившейся в XIV—XV веках. Тимариоты и заимы, которые составляли эту конницу, за службу снабжались ленами (земельными пожалованиями) — тимары и более крупные зеаметы. При мобилизации они должны были приходить с конными боевыми слугами (от 1 до 4), вооружёнными саблями и стрелами, которые назывались джебелю. Лены передавались по наследству, когда сын тимариота или заима был пригоден к несению службы. Общая численность топраклы в XVI—XVII веках достигало 200 тысяч человек, в XVIII веке снизилась до 150 тысяч.

### Кавалерия платящих дань вассальных провинций
Её составляли крымские татары, а также жители Молдавии, Валахии и Трансильвании.

### Османская армия XVIII века
К середине XVIII века османская армия включала:
- постоянные войска капыкулу;
- феодальную конницу тимарлы (сипахи);
- провинциальные войска;
- наёмные формирования военного времени левенды;
- волонтёров;
- отряды вассалов Османской империи.

Постоянные войска капыкулу включали янычар и конницу капыкулу (капыкулу сюварилери). Существовавшие ранее отдельные корпуса сипахов и силяхдаров были объединены в один корпус силяхдаров. Прочие корпуса султанской охраны (так называемые «четыре бёлюка») к середине XVIII в. превратились в небольшие парадно-церемониальные подразделения. Формировавшиеся из представителей тюркских племен отряды улуфеджи первоначально предназначались для охраны султанской казны. Из нетюркских мусульманских народов формировались отряды гарибов («чужаков»), в чьи первоначальные обязанности входила охрана знамени Пророка в походе. Их вооружение к 1760-м годам все ещё состояло из копья, лука, сабли и булавы, а огнестрельное оружие среди них так и не получило широкого распространения. 
Специальные (технические) части капыкулу состояли из 5 корпусов:
- Топчу — артиллеристы, делились на тех, кто отвечал за отливку орудий, и на собственно артиллеристов. Большинство османских артиллерийских орудий были железными и крупных калибров, что отрицательно сказывалось на их мобильности и скорострельности. Передков в османской артиллерии не употреблялось, и вся упряжь была веревочной. В бою османская артиллерия занимала стационарную позицию у лагеря, и больше уже не передвигалась. По словам П. Панина, как лафеты под ними с такою неудобностью, так и канонеры их с таким неискусством, что совсем не имеют способу орудия свои скоро не только по неприятеле нацеливать, ниже из стороны в сторону обращать, отчего пушки их... стреляя большею частью все по тому одному месту, по коему сперва начинают, очень мало, или так сказать, почти и ничего неприятелю вреда не делают;
- Джебеджи (оружейники) — отвечали за производство и хранение оружия и боеприпасов (кроме артиллерии);
- Топ арабаджилары — перевозчики орудий, также отвечали за изготовление повозок и лафетов для перевозки орудий и боеприпасов;
- Хумбараджи — «гренадеры» или бомбардиры. В 1734 году под руководством француза Александра Клода Бонневаля, принявшего ислам под именем Ахмед-паши и получившего звание хумбараджи-баши (т. е. начальника корпуса хумбараджи), были набраны три роты (300 человек) турок и боснийцев, которых обучали европейским строевым и ружейным приёмам и стрельбе из мортир. Однако Бонневаль был вынужден в 1735 году покинуть Стамбул, в его отсутствие обучение хумбараджи пришла в упадок, а большинство набранных хумбараджи погибли в войне 1736–1739 годов;
- Лягымджи — сапёры, выполняли осадные работы.

Кроме этого, в частях капыкулу имелись службы палаточников, музыкантов и сакка-водоносов.
Сипахи из одной провинции сводились в тысячи (под командой алай-бея), состоявшие из белюков или байраков (буквально «знамя») различной численности (от 50 до 200 человек). Сипахи кроме личной службы должны были выставлять дополнительно в поход по одному снаряжённому и вооружённому всаднику джебелю с каждых 3000 (для зеамета и хасса – с 5000) акче дохода. Однако уже к концу XVII в. из-за «революции цен» и других социально-экономических процессов многие сипахи были не в состоянии за счёт доходов со своих поместий закупать вооружение и нести длительную службу. Русский посол А.М. Обресков писал в 1756 г., что большинство джебелю уже не имели какого-либо боевого значения, а должны были иметь при себе «кирки, лопатки и лукошки для рытья и носки земли, потому что они не токмо при осадах траншеи, батареи и прочие земляные работы делают, но и дороги расчищают». Ресми-эфенди писал о сипахах так: «Они высылают в поход только стариков, чтобы сохранить тимар, жалованье и рационы. На сто человек приходилось 2000 слуг и животных, которые только обременяли казну».
В большинстве турецких провинций имелись свои местные вооружённые формирования, носившие общее название йерли кулу («местные рабы»), содержавшиеся за счёт провинциальных доходов и подчинённые губернатору провинции. Они первоначально несли лишь гарнизонную и пограничную службу, но уже с конца XVII в. их стали привлекать для участия в походах за пределами своего региона. Как правило, они состояли из конных и пеших белюков или байраков численностью по 50 — 200 человек, и имели различные специфические названия: азапы (обычно гарнизонные части из этнических турок), мухафазасины (лёгкая кавалерия из христиан в Молдавии и Валахии), секбаны (драгуны) и другие, а также провинциальные янычары и топчу.
В XVIII веке все большее значение в турецкой армии приобретали наёмные отряды левенды, вербуемые за деньги из добровольцев на определённый срок (обычно полгода). Будущим командирам их отрядов (местные магнаты аяны, судьи кади и вице-губернаторы мутасаррифы) выдавались фирманы (процедура называлась «одевание кафтанов»), в которых им предписывалось набрать к указанному сроку на конкретных условиях оговорённое число солдат. Левенды могли быть как конными, так и пешими и делились на набираемых центральными властями (мири) и на провинциальных (капылы или капы халкы). Иногда отряды левендов имели специфические названия — тюфекчи (стрелки), или секбаны, сеймены (посаженные на коней стрелки, аналог драгун). Наемников, набранных в Албании, называли арнаутами, а в сербских районах — войниками. Набранные левенды сводились в бёлюки или байраки по 50 человек под командой бёлюк-баши. Командир самостоятельного отряда в 10 байраков (500 чел.) имел чин беш-юз-баши, в 20 байтраков и больше — бин-баши. П.А. Левашов писал, что такие отряды позволено всякому набирать, кто только богат и по ревности к своему закону и отечеству оные собрать и с ними на войну идти пожелает, хотя бы и был разбойником... Баяраки имели право отворять все тюрьмы и из оных вынимать кого заблагорассудят... Будучи же обыкновенно вооружены от головы до ног всяким военным оружием, как-то саблями, кинжалами, ружьями, ятаганами и сверх того большими и малыми пистолетами, не считая копей, щитов и железных поручней. Фактическая численность набранных отрядов левендов была часто значительно меньше списочной из-за множества «мертвых душ». 
В случае войны появлялись многочисленные религиозные волонтёры, известные под общим названием дели. Среди них были далкаличи — «обнажающие мечи», давшие обет умереть или победить, сражаясь одним только холодным оружием, серденгечты (буквально «безголовые»), которые набирались среди капыкулу (в первую очередь янычар) и волонтёров, давших обет не отступать. Подразделения серденгечты использовались в качестве ударных частей, служившие в них получали повышенное жалование. Имелись также добровольцы гоноллю, участвовавшие в походах со своим вооружением и снаряжением и получавшие вместо жалованья освобождение от налогов и военную добычу.

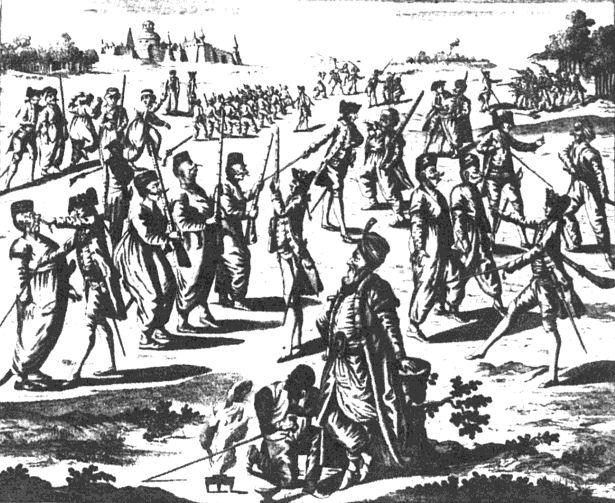
Французская военная миссия в Стамбуле, карикатура 1783 года

В целом происходил переход от относительно профессиональной военной системы XVI — XVII веков к вербованной армии, набираемой на время войны из людей, зачастую не имевших никакого военного опыта. Даже янычарские части с началом войны пополнялись новобранцами. Это приводило к ухудшению качества подготовки войск и дисциплины: Впрочем же число турецкого воинства умножается и главнее составляется из того сброду, который, по объявлении войны, всякий год пред самым выступлением уже в кампанию сзывается не токмо рядовыми и офицерами, но и самыми полководцами из всякого рода состояния и разных промыслов людей, неимеющих до такого своего вызову никакой науки ни практики в военном ремесле, а только стекаются частью по недостатку других обыкновенных промыслов себе пропитания, частью ж, по азиатическим к разбойничеству склонностям, имея жадность, прельщащую их, во время войны добычами себя обогащать.

Иногда выходит повеление, чтобы убийц, приговоренных к смерти, отправить в поход; можно себе представить, какое вредное влияние имеют подобные люди на войска в армии! Начальникам неизвестно, к какому народу принадлежат находящиеся в армии войска — трусы они или храбры. Находящихся при штабе везиря людей не знают их собственные начальники: одни уходят, другие приходят и т.д., и никто друг о друге ни спрашивает, ни отвечает. При таком положении как справиться с неприятелем?
— Записки Мухаммеда Неджати-Эфенди, турецкого пленного в России в 1771—1775 гг.

## Первая половина XIX века
Войны XVIII века, особенно русско-турецкая война 1768—1774 годов показали недостаточную боеспособность османской армии и необходимость её преобразования. Первым начал преобразования Селим III. Он создал новую армию — низам-и-джедид, и произвёл ряд реформ, однако янычарское восстание заставило его в 1807 году отказаться от модернизаций. Эту идею продолжил Махмуд II. В 1826 году он организовал новое войско эшкенджи из 8000 солдат и уничтожил янычарский корпус. После он продолжил реорганизацию армии при помощи европейских военных специалистов. Главой армии считался великий визирь (фактически командующим был султан), столичными отрядами командовал сераскир, провинциальными — паши. К 1836 году численность турецких регулярных войск достигла 72—75 тысяч человек, а общая численность сухопутных войск — 274 599 человек.

### Регулярная пехота

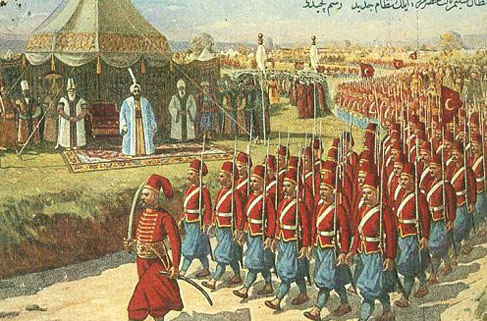
Парад новых низамов

В 1827 году численность регулярной пехоты не превосходила 40 тысяч человек. Она делилась на полки, каждый полк — на 3 батальона, каждый батальон — на 8 рот. Пехоту обучали французские и австрийские офицеры. К 1836 году её структура была несколько изменена. Гвардейская пехота составляла дивизию, делившуюся на 4 полка, 16 батальонов, 64 роты (12 800 человек). Гвардейские стрелки составляли 1 батальон из 4 рот. Армейская пехота делилась на 20 полков (47 000 человек). Солдаты были вооружены кремнёвыми ружьями со штыками, саблями.

### Регулярная кавалерия
Формирование регулярной кавалерии началось с 1826 года по образцу наполеоновской. К 1828 году было сформировано 4 полка (булука) по 600 человек (642 с офицерами), которые делились на эскадроны. В 1836 году в гвардейской кавалерии числилось 2200 лошадей, в армейской — 1399. Всадник был вооружён пикой по образцу польских улан, саблей австрийского образца, карабином.

### Артиллерия

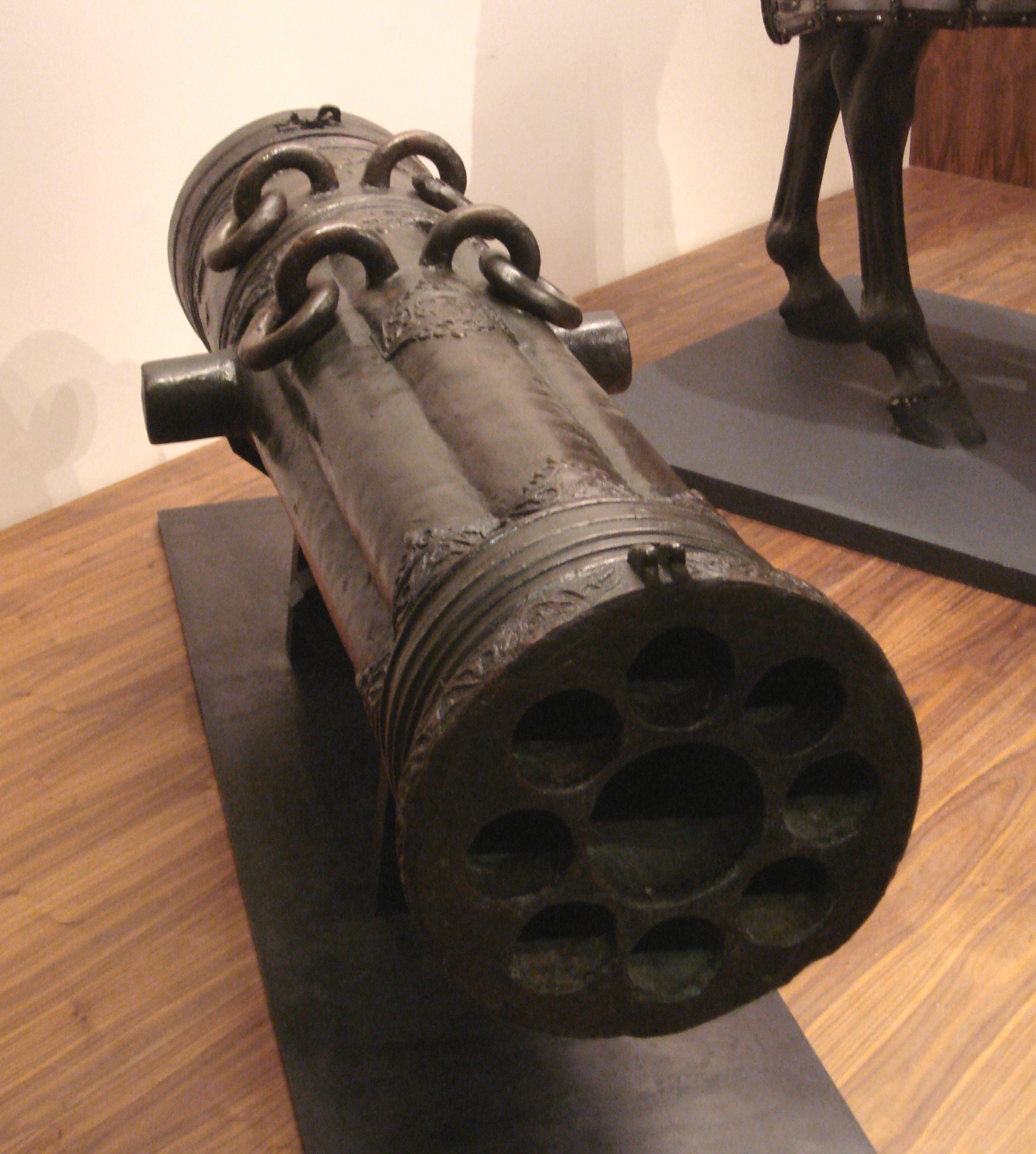
Турецкое многоствольное орудие XVI в. Музей армии (Париж)

Артиллерия подразделялась на гвардейскую и армейскую, пешую и конную, полевую и крепостную.
Существовали также инженерные войска, к которым относился минёрный отряд, в задачи которого входил ремонт укреплений.

### Иррегулярные войска
Заимов и тимариотов было 50—60 тысяч кавалерии и 120 тысяч пехоты. В 1830-х годах военно-ленная система была ликвидирована.
Сипахи делились на 8 полков и 32 эскадрона, их численность — 12 тысяч.
Селикадеры представляли собой феодальную конницу численностью 15 тысяч человек.
С 1834 года была образована пешая и конная милиция (редиф мансуре), набиравшаяся из добровольцев или по человеку с 40—50 домов, которых обучали 1 раз в неделю. В 1836 году был сформирован 41 батальон по 1400 человек.
Поселенные войска — жители дунайских крепостей, образовывавшие войско сераткулы. Их численность достигала 26 200 человек.

## Новая военная система

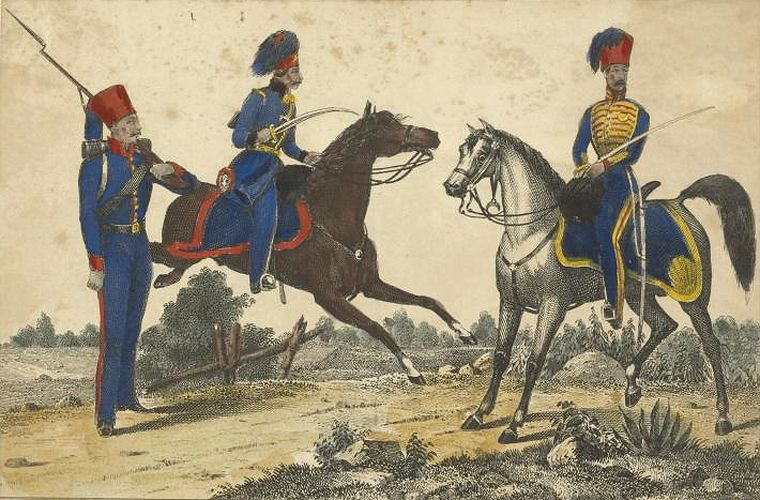
Турецкая кавалерия в 1839—1840 гг.

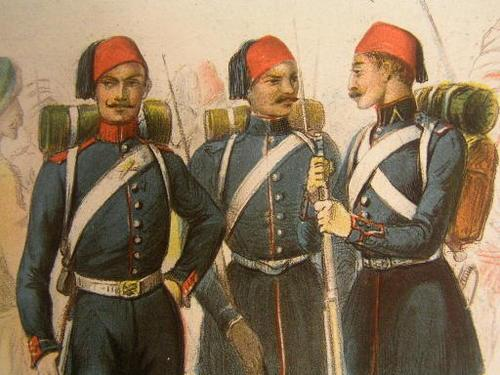
Турецкие солдаты в 1854 году

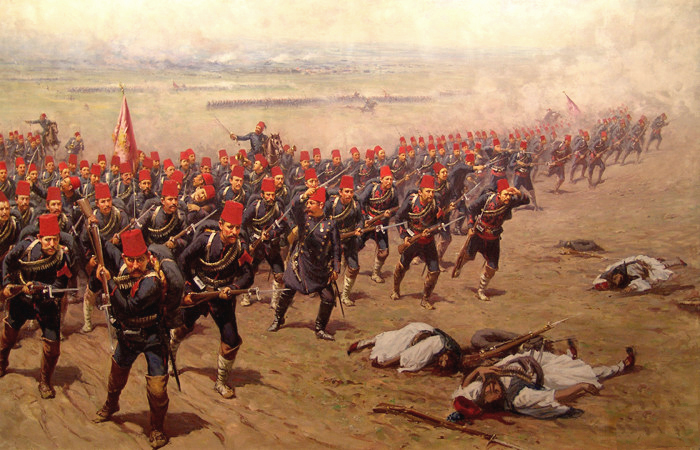
Турецкая пехота в войне 1897 года. Картина Фаусто Зонаро

Окончательно новая военная система была утверждена при султане Абдул-Меджиде указом 1839 года, а позднее — положениями 1843 и 1877 годов. Сухопутные силы подразделялись на постоянную армию, милицию и иррегулярные войска, вспомогательные войска вассальных владений.
В 1849 году численность османской армии оценивается в 120—150 тысяч человек, в 1854—1868 годах она колебалась от 100—150 тысяч в мирное время до 300 тысяч в военное. К 1870 году на действительной службе находилось 210 тысяч рекрутов, а на резервной — 490 тысяч. В октябре 1912 года численность турецкой армии достигала 350 тысяч человек. В 1913 году она оказалась под контролем Германии. В ходе Первой мировой войны Османская империя пала, а в 1923 году была провозглашена Турецкая республика и были сформированы вооружённые силы Турции.

### Постоянная армия
Делилась на действующую (низам) и резервную (редиф и мустахфиз). Ежегодному призыву по жребию подлежали все мусульмане в возрасте от 20 до 26 лет; христиане на военную службу не призывались и выплачивали за это денежный налог (бедель). Ежегодно набирали до 25 тысяч рекрутов. В пехоте и кавалерии были введены правила по французскому образцу.
В пехоте 10 рядовых составляли капральство (командующий — капрал), 2 капральства — отделение (сержант), 2 отделения — взвод (эфендик), 2 взвода — роту (капитан), 8 рот — батальон (командир батальона), 4 батальона — полк (полковник или подполковник).
Каждый кавалерийский полк подразделялся на 6 эскадронов. Два фланговых эскадрона были вооружены карабинами, а позднее — штуцерами, а 4 средних — пиками. Каждый эскадрон подразделялся на 4 взвода.
Артиллерия подразделялась на полевую, береговую и крепостную. Она была организована по прусскому образцу. На вооружении стояли разные орудия — от старинных медных до современных нарезных пушек.
Резерв состоял из отслуживших в действующей армии солдат. Они возвращались домой и числились в отпуске, а раз в неделю должны были являться на сборы.
Для комплектования армии вся территория империи была разделена на шесть корпусных округов, которые теоретически должны были выставлять равное количество батальонов, эскадронов и батарей. Гвардейский корпус комплектовался из всех округов.

### Иррегулярные войска
Иррегулярные войска набирались в случае войны из черкесов, переселившихся в Турцию из России, горных малоазиатских племен (курды и других), албанцев и тому подобное. Часть этих войск придавалась полевой армии под названием башибузуков (ассакири-муавине), из остальных формировались местные гарнизонные войска (ассакири-римуллье).

### Вспомогательные войска
Их выставляли те провинции, которые пока не были обложены рекрутской повинностью — Босния, Герцеговина, Египет.

## Флот

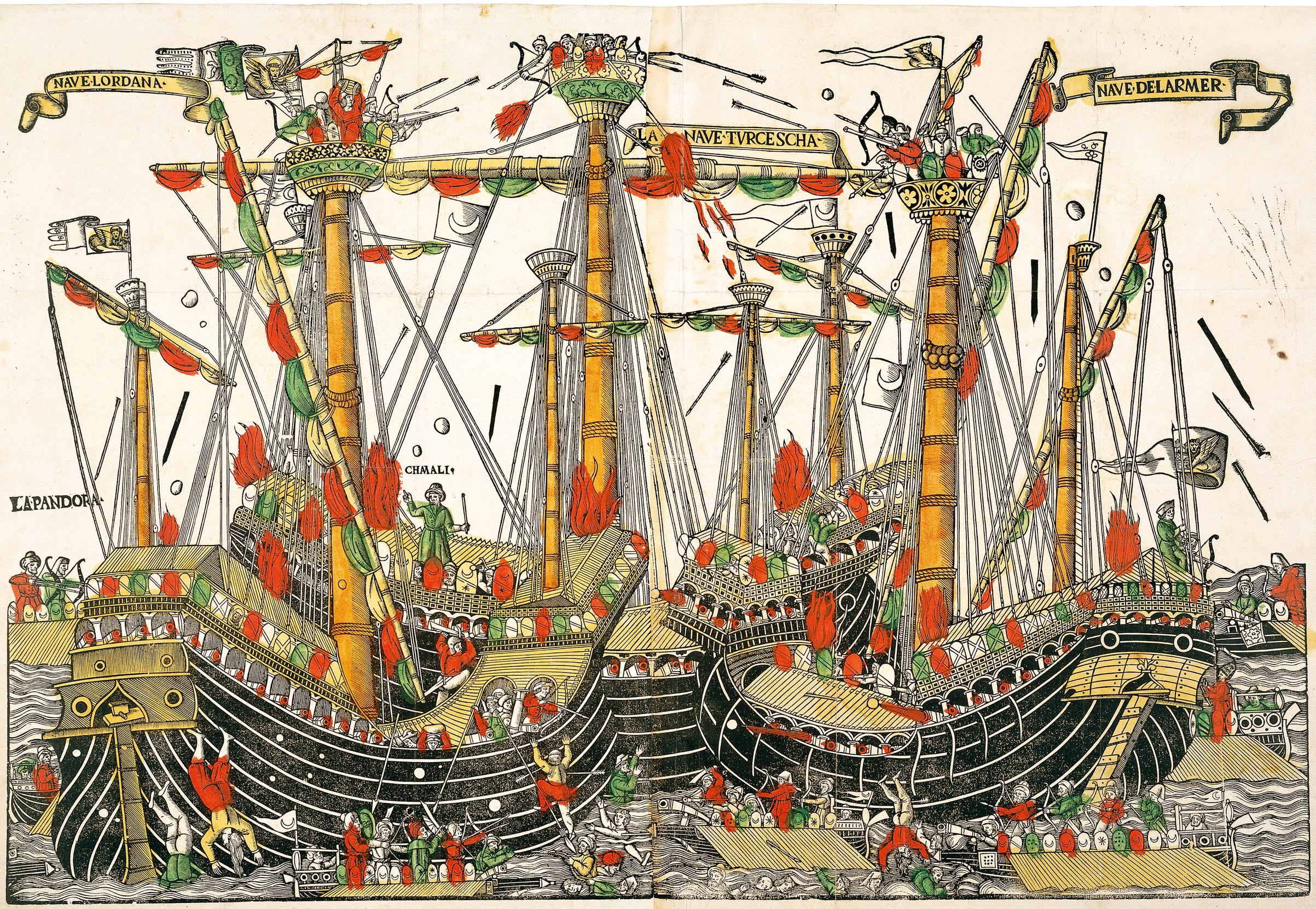
Битва при Зонкьо, 1499 г.

Изначально турецкий флот развивался под византийским, а потом — и европейским влиянием. Первая османская морская операция — захват острова Имрали — произошла в 1308 году. Со второй четверти XV века на корабли стали устанавливать огнестрельные орудия. Активное строительство флота начал Мурад II, к 1470 году он составил 90 галер, а через несколько лет достиг 500 разных кораблей. В XVII веке османский флот состоял из алжирской, египетской и эгейской эскадр, позднее отделение Алжира и Туниса его ослабило. Флотом командовал капудан-паша. К концу XVIII века строительство кораблей пришлось заказывать в Европе. В состав флота вошли эскадры, находившиеся под командованием дерья-беев. Но затем султан Абдул-Азиз проникся идеей создания огромного флота с помощью британских офицеров и вскоре османский флот занял 3-е место в Европе (после Британии и Германии) по количеству и мощи.

## Авиация
Османское правительство заинтересовалось авиацией в 1909 году, когда бельгийский лётчик произвёл в Стамбуле показательный полёт. В 1911 году была основана Авиационная комиссия, открыта лётная школа в Ешилькёй (позднее там был основан международный аэропорт). В 1912 году в империю вернулись два первых турецких лётчика, прошедших обучение во Франции. 27 апреля они совершили первый полёт над Стамбулом. В марте 1912 года во Франции были закуплены самолёты SPAD и Blériot XI, а 3 июля заложена «Воздушная академия». К концу 1912 года на вооружении османской армии состояло 15 самолётов. Они приняли участие в Первой Балканской войне, где использовались для ведения разведки. К 1916 году турецкие ВВС имели 90 самолётов разных марок, часть из них была передана Турции Германской империей. Османская авиация участвовала в Первой мировой войне.

## Вооружение

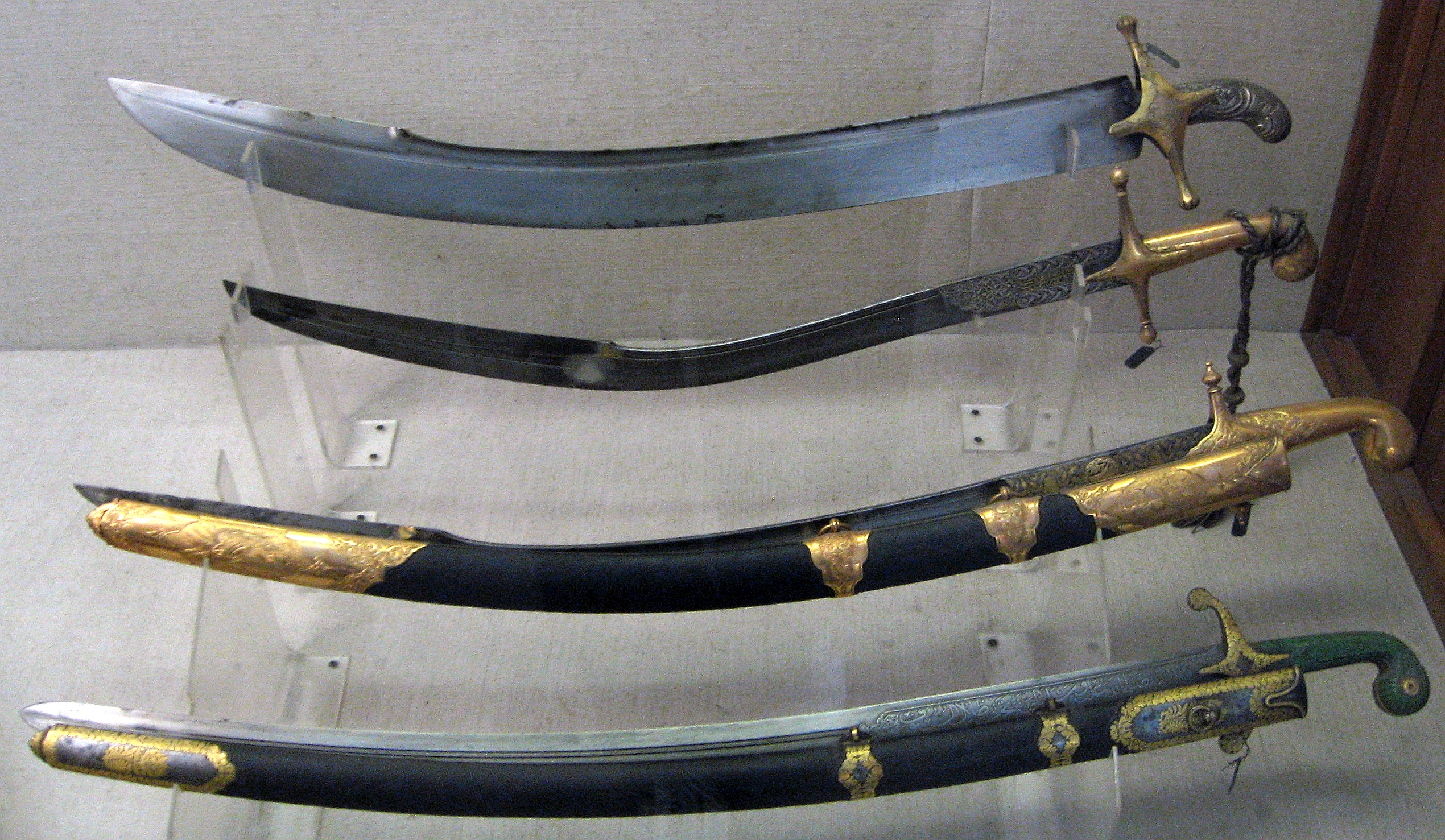
Турецкие сабли

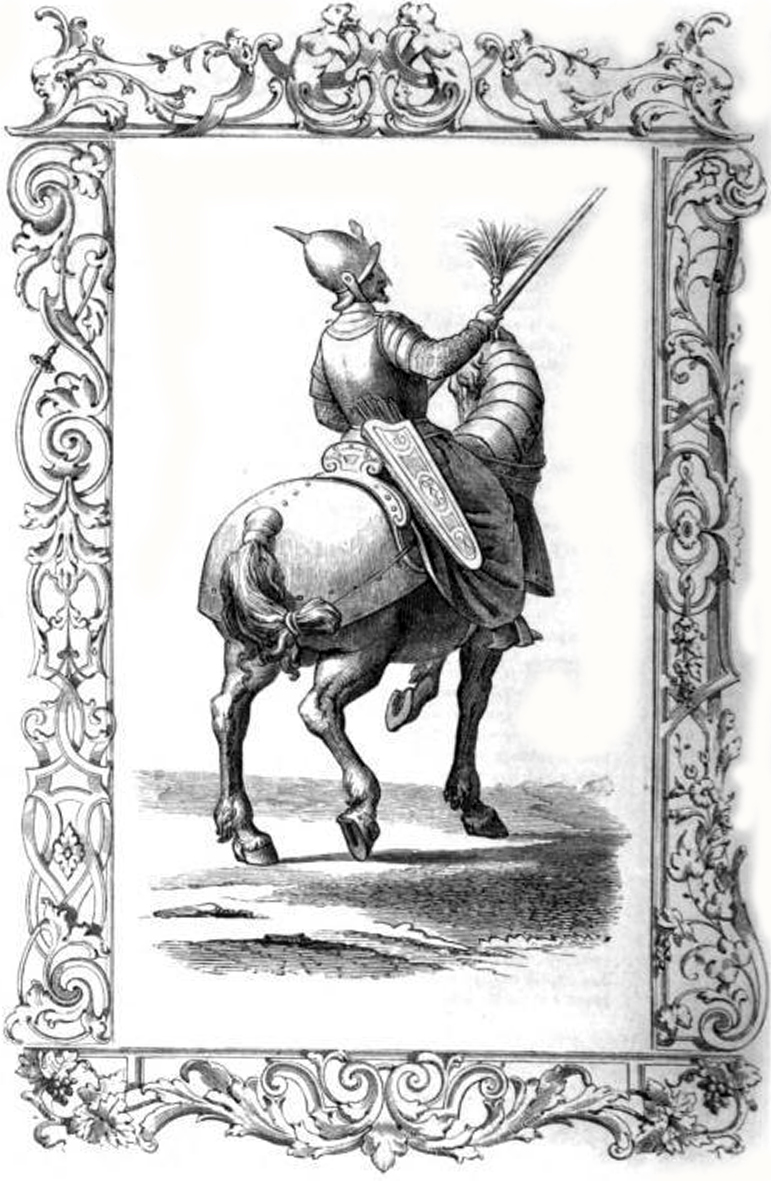
Анатолийский бейлербей. Из книги Ч. Вечеллио «Старинные и современные костюмы всего мира» (1590)

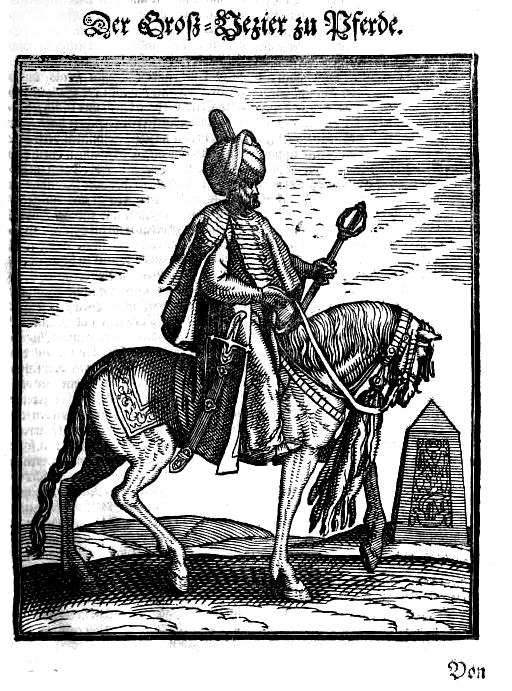
Турецкий великий визирь на лошади. Немецкая гравюра 1688 г.

### Холодное оружие
Основным длинноклинковым оружием, используемым в Османской империи, была сабля. Типичные турецкие сабли — киличи, довольно массивные, с елманью. С XVII века, кроме киличей, известны сабли типов гаддарэ и аджем-клих. С XVIII века продолжали использоваться сабли килич местного типа и шамшир иранского типа, а также атеш-кылыч — шамширы с волнистым («пламенеющим») клинком. Со второй четверти XIX века в османской армии распространились строевые сабли, в том числе — европейского образца.
В XVI—XVII веках имели хождение палаши, а в XIX на флоте применялись морские палаши европейского типа. В XVII веке отмечено использование кончаров.
Ятаган появился, видимо, в XVI веке, но широкое распространение получил только со второй половины XVIII века.
В качестве дополнительного клинкового оружия  использовались ножи (бичак) и кинжалы (ханджар). В частности, самыми ранними типами являются ножи ятаганного типа и парадные кинжалы с короткими, немного изогнутыми клинками.
Копья были оружием конницы, они снабжались разнообразными втульчатыми наконечниками, фиксируемыми на древках длиной 1,5—4 м. Копья в турецкой армии сохранялись до XIX века.
В XVI—XVII веках применялись топоры турецкого, иранского и мамлюкского типов. Турецкие топоры балта — бородовидные. Топоры иранского типа — с массивным обухом, нешироким скруглённым лезвием и прямым верхним краем. Топоры тебер — секиры, имеющие мамлюкское происхождение. Различные топоры в разное время использовались и в пехоте, и в коннице, и на флоте.
Булавы были со сферическим или грушевидным железным навершием. Навершия перначей и шестопёров — из бронзы или железа. Использовались они, преимущественно, в коннице. К XVII веку булавы и перначи в значительной мере утрачивают боевое и приобретают церемониальное значение, поэтому нередко делаются из драгоценных металлов и богато украшаются.
В коннице использовались также клевцы и чеканы.
Важнейшим оружием конницы до конца XVI—XVII, а до середины XV—XVI века — и пехоты были сложносоставные луки турецкого типа. Лук и стрелы носились в комплекте — саадаке.
Метательным оружием служили дротики — джириды.

### Огнестрельное оружие
Огнестрельное оружие в Турции появилось в конце XIV века, при Мураде I, а ручное огнестрельное оружие — в середине XV века. При Сулеймане I (1520—1566) в Османской империи было уже около 300 различных орудий. 

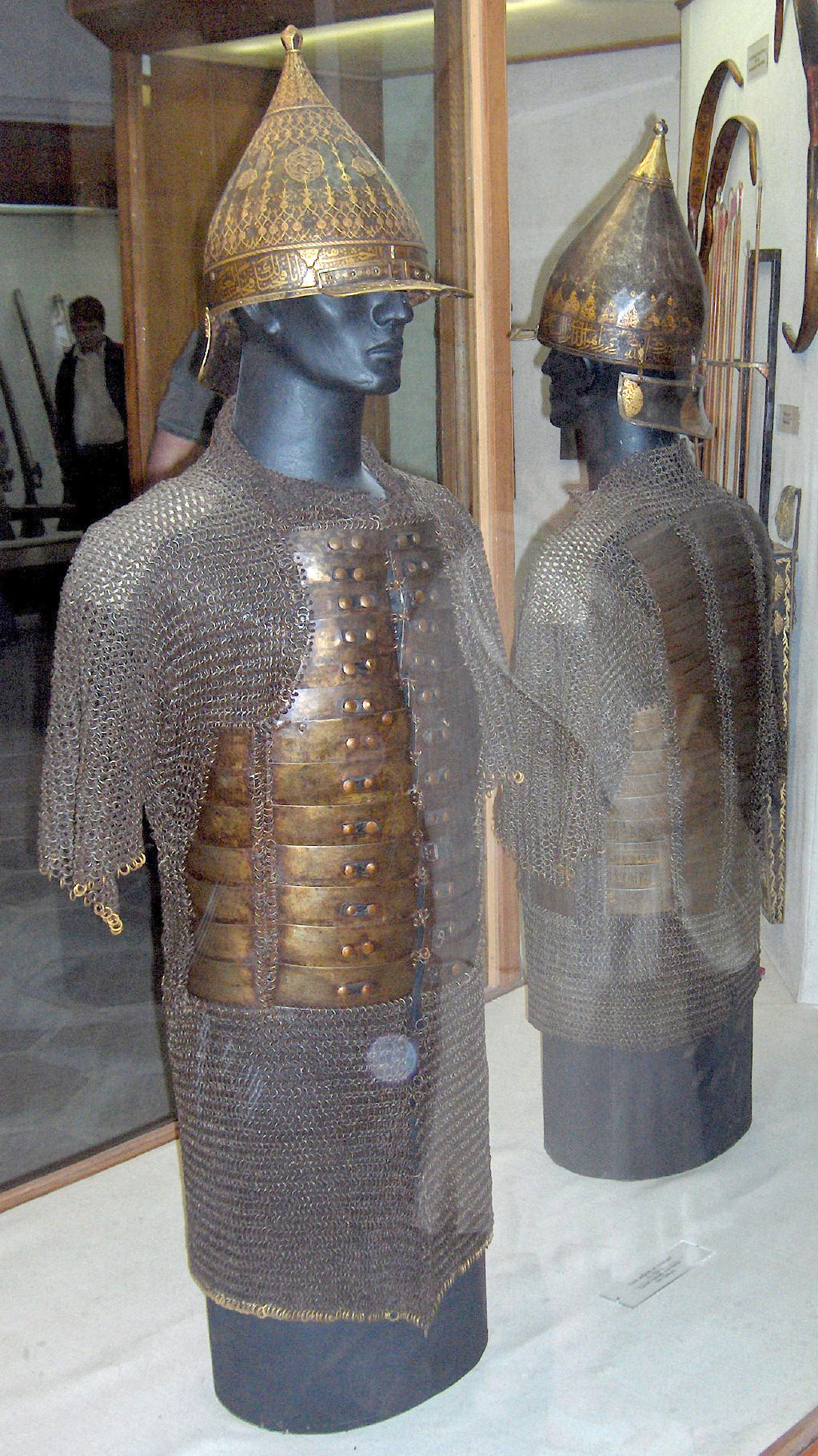
Турецкие юшманы и шлемы

Ручное огнестрельное оружие первоначально использовали вспомогательные отряды, состоящие из христиан, а в XVI веке оно распространяется среди янычар и вытесняет у них луки. В XVII веке широкое распространение и у янычар, и в коннице получают пистолеты.

### Защитное вооружение
Основным доспехом была кольчуга, к разновидностям которой относились кольчужный панцирь и байдана. Широко применялся кольчато-пластинчатый доспех — бехтерцы и юшманы. Использовались зерцала, пластины которых нередко между собой соединялись с помощью кольчужного полотна.
В XV—XVII веках широко применялись шлемы — шишаки с полусферическими тульями и «шишаки» с тульями сфероконической формы. Применялись также тюрбанные шлемы, лёгкие мисюрки.
Для защиты рук использовались наручи, ног — бутурлыки, бехтерные набедренники с наколенниками.
Основным типом щита был сплетённый из прутьев калкан, хотя применялись и трофейные венгерские тарчи.